# Asada (Mondkrater)
Asada ist ein kleiner Einschlagkrater am nördlichen Rand des Mare Fecunditatis, nordöstlich des Kraters Taruntius und in direkter Linie nördlich von Anville.
Asada ist schüsselförmig und weist einen kleinen zentralen Kraterboden auf.
Ehe er 1976 von der Internationalen Astronomischen Union (IAU) seinen eigenen Namen erhielt, wurde er als ‚Taruntius A‘ bezeichnet.